# Haus zum Sessel

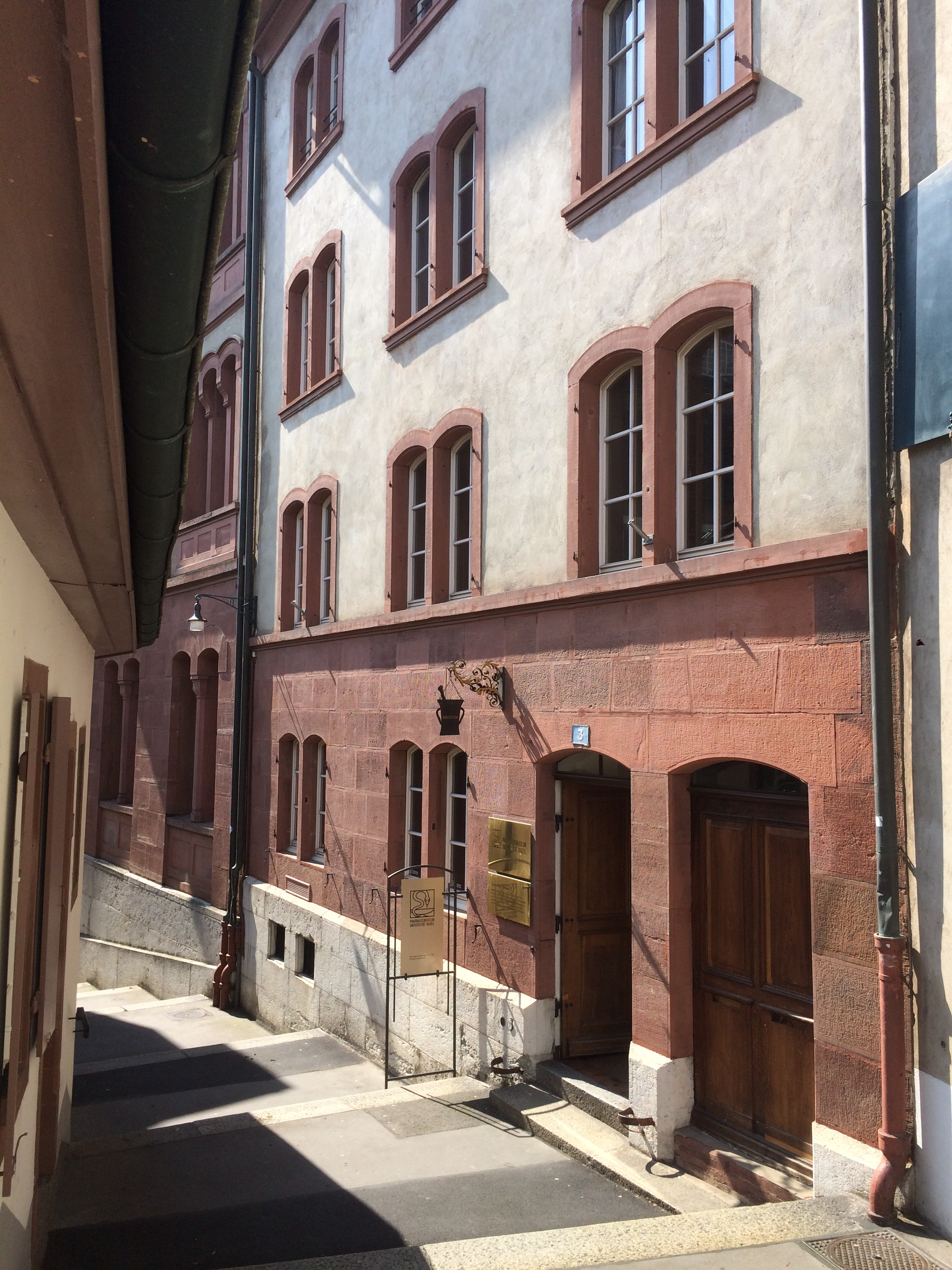
Eingang, Totengässlein 3

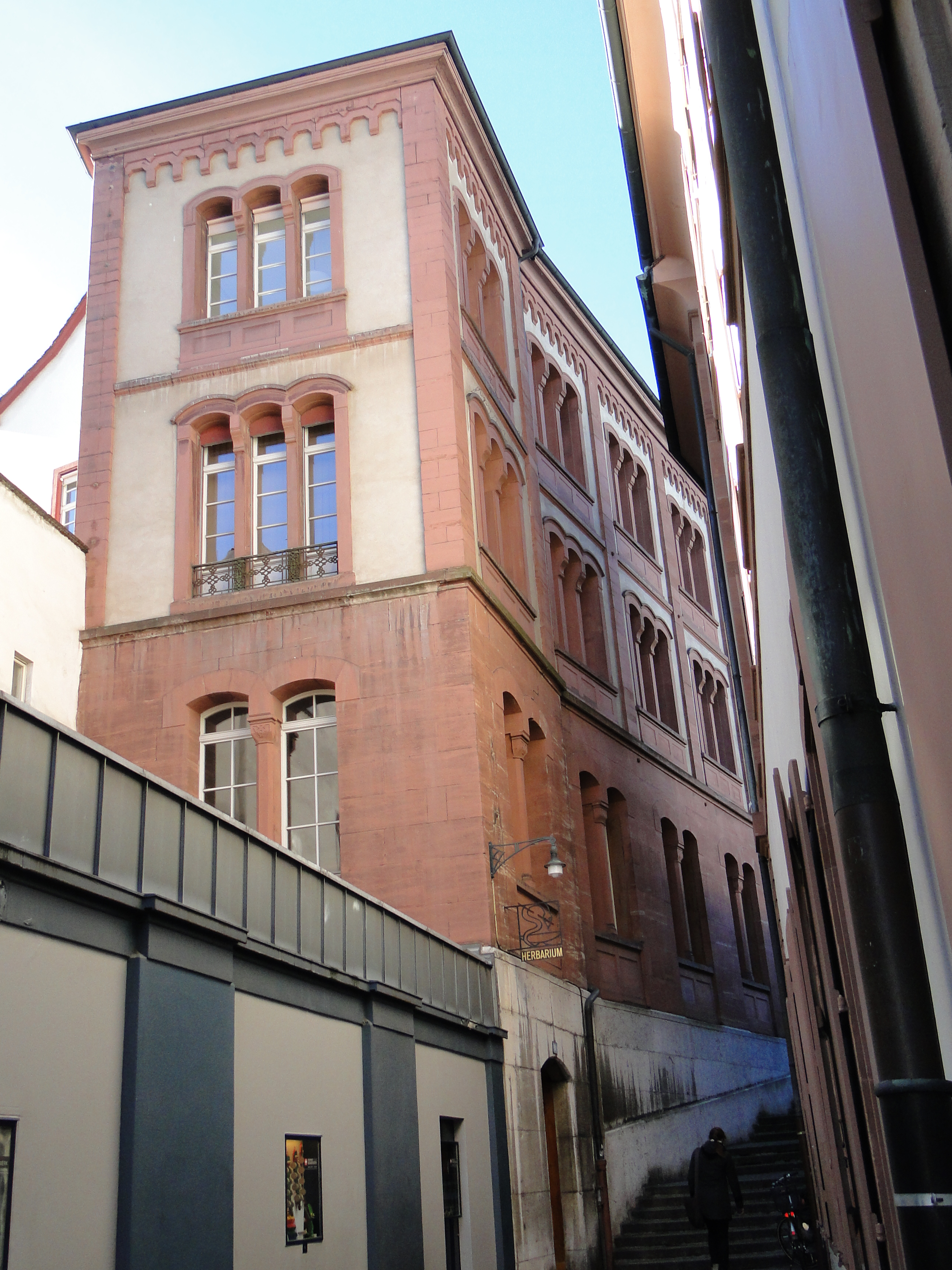
Schulgebäude von Amadeus Merian

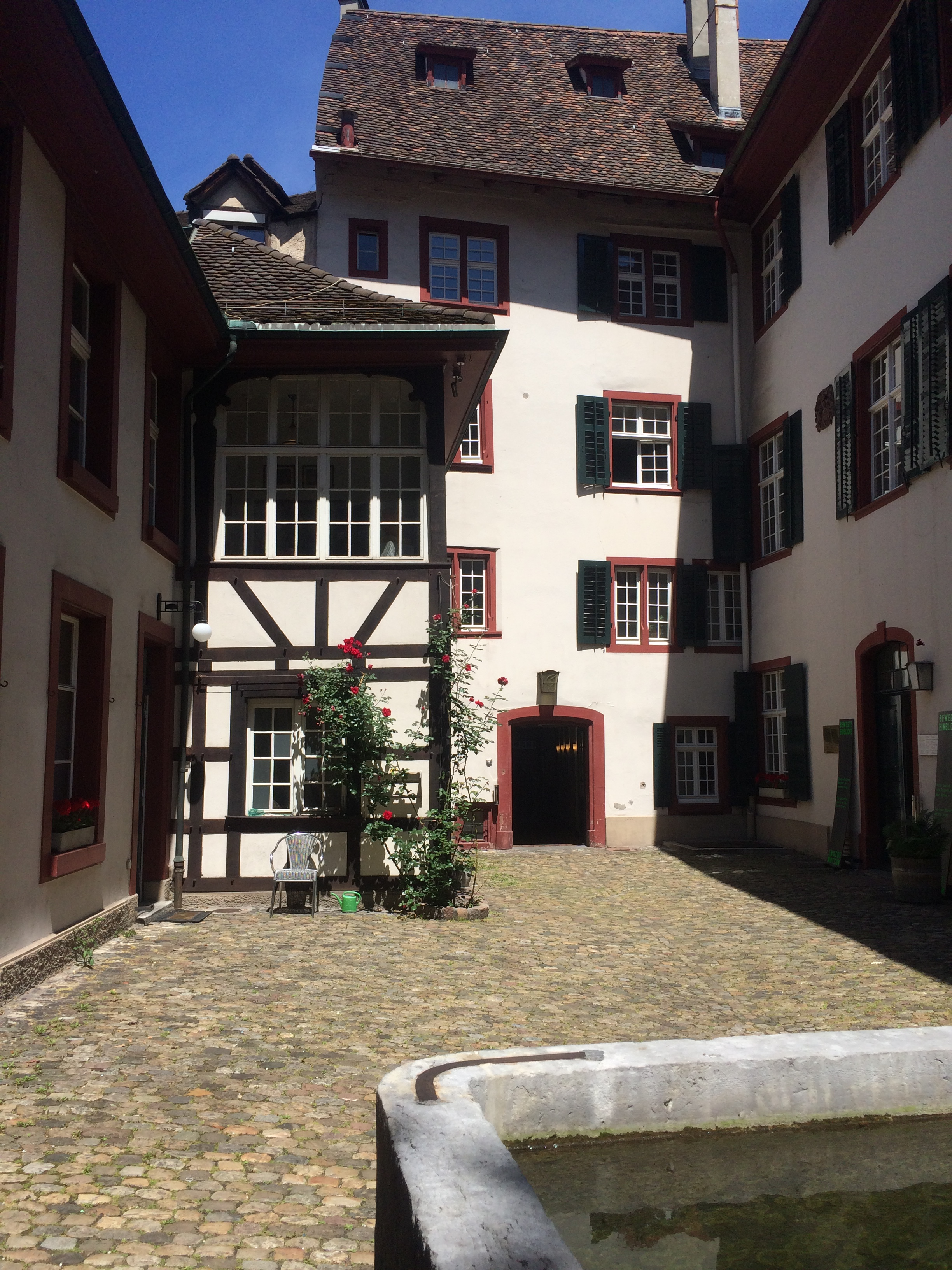
Innenhof mit Durchgang zur Strasse, links die «Kapelle»

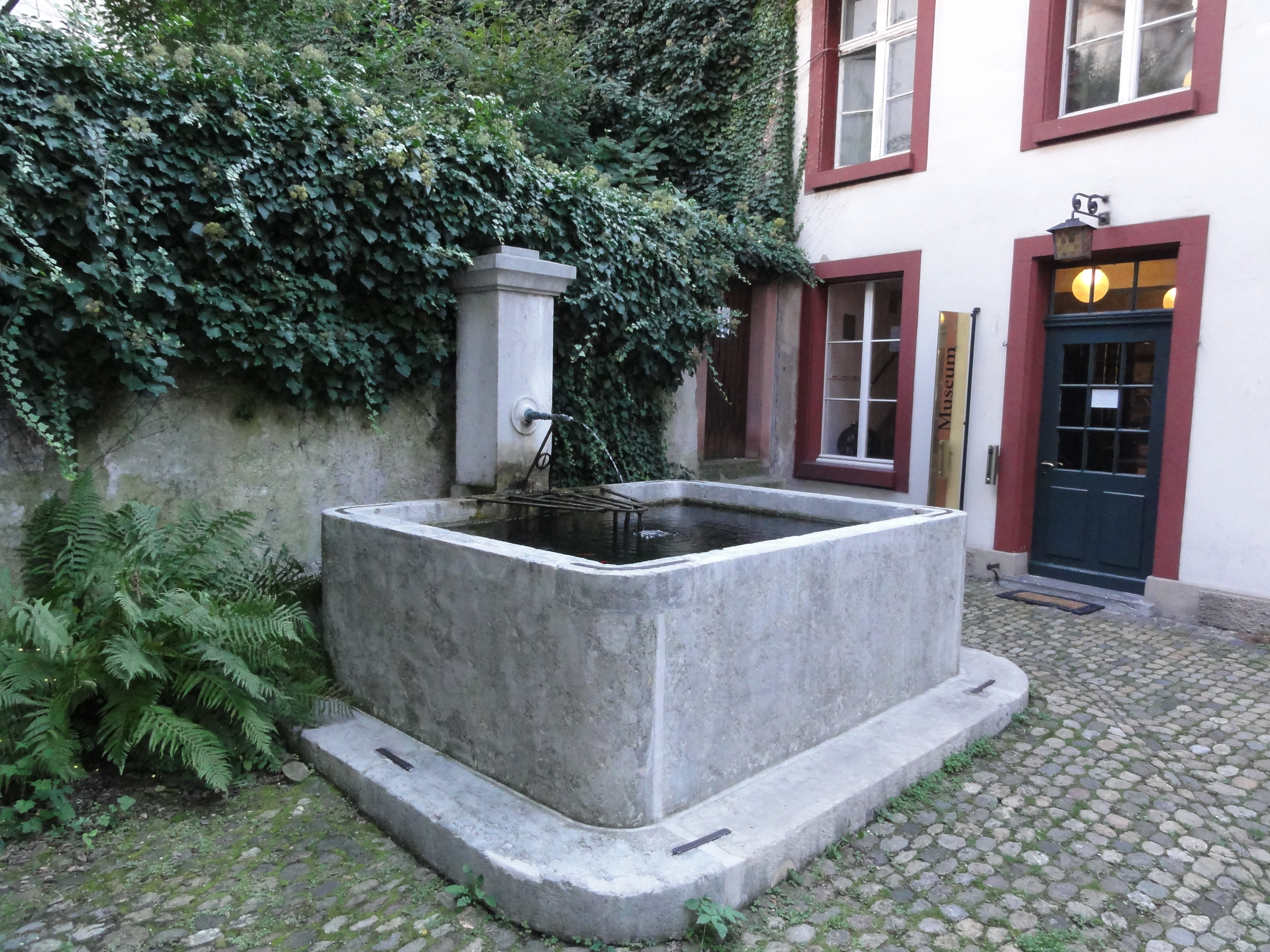
Brunnen im Hof

Das Haus zum Sessel ist ein aus mehreren Häusern zusammengewachsener Gebäudekomplex am Totengässlein in Basel und vor allem bekannt als Sitz des Buchdruckers Johann Froben im 16. Jahrhundert. Heute gehört die Liegenschaft zur Universität Basel, in einem Teil befindet sich das Pharmaziemuseum. Von der Akademie der Naturwissenschaften Schweiz wurde das Haus im Jahr 2020 zur Chemical Landmark («Historische Stätte der Chemie») erklärt.

## Geschichte
Auf der grossen, mehrfach erweiterten und unregelmässig begrenzten Parzelle stand schon im 13. Jahrhundert eine Badestube, welche die hier entspringende Quelle nutzte.
Kurz nach 1500 wurde die Liegenschaft von dem Buchdrucker Johann Amerbach erworben, welcher zusammen mit Johann Froben und Johannes Petri eine Druckerei einrichtete – Amerbach selber wohnte weiterhin im Kleinbasel. 1507 übernahm Froben den Betrieb, auch er selber lebte im Sessel. Seine sorgfältig edierten, schön gestalteten und qualitätvoll hergestellten Drucke wurden in ganz Europa geschätzt, mit bis zu sieben Pressen war seine Offizin die grösste in Basel. Im Haus zum Sessel schrieb und korrigierte Erasmus von Rotterdam seine Bücher, zahlreiche Humanisten verkehrten in dem Haus, Künstler wie Hans Holbein und Urs Graf lieferten Buchschmuck, und Frobens Geschäftsverbindungen reichten bis in ferne Länder. Nach Frobens Tod 1527 führte sein Sohn Hieronymus Froben zusammen mit Nicolaus Episcopius und Johann Herwagen die Offizin weiter, sie ging schliesslich an Episcopius über und bestand weiter bis zum Tod von dessen Enkel Eusebius Episcopius im Jahre 1599.
1819 übernahm das für Schule und Universität zuständige Deputatenamt die Liegenschaft. Für die Töchterschule, welche bis 1884 darin untergebracht war, errichtete Amadeus Merian am unteren Teil der Strassenfront in den Jahren 1855–1857 einen Neubau mit Turn- und Zeichensaal, auch die restliche Fassade hat er erneuert. Später beherbergten die Gebäude neben einzelnen Schulklassen auch das erste staatliche Dienstbotenheim und das 1890 gegründete Öffentliche Arbeitsnachweisbüro. 1916/17 zog die Pharmazeutische Anstalt der Universität in die Schulräume ein, 1924 entstand das Pharmaziemuseum, und bis 1932 übernahm die Universität auch die restlichen Räume.

## Beschreibung
Vom Totengässlein führt oberhalb von Amadeus Merians klassizistischem Vorderbau ein gedeckter Durchgang durch Frobens ehemaliges Wohnhaus in den geräumigen Hof. Dort steht im Winkel rechts ein zweigeschossiger malerischer Anbau mit jetzt verglastem Laubengang. Sein gemauerter Teil zeichnet sich durch steinerne Gewölbe aus. Er wurde früher als Kapelle gedeutet, ist aber erst nach der Reformation entstanden und kann deshalb eine solche Funktion nicht gehabt haben. Eher mag er für die Buchdrucker als brandsicherer Archiv- und Bibliotheksraum gedient haben. Gegenwärtig ist das Obergeschoss als Alchemistenküche des Pharmaziemuseums eingerichtet.
Im Hof liegt links (talseitig) die einstige Druckerei, jetzt das Pharmazeutische Institut. Eine Tafel erinnert an den Nobelpreisträger Tadeus Reichstein, welcher von 1938 bis 1950 hier gewirkt hat. Rechts steht an Stelle von Remisen ein 1912 errichteter Verwaltungsbau, welcher jetzt das Pharmaziemuseum beherbergt. Vor der hinteren Mauer des Hofes fliesst ein Brunnen und erinnert an die Badestube der frühesten Zeit.